# Jerzy Antoni Warszycki
Jerzy Antoni Warszycki herbu Abdank (zm. przed 26 lutego 1732) – wojewoda łęczycki w latach 1718–1733, kasztelan łęczycki w latach 1702–1718, stolnik sieradzki w latach 1692–1697, marszałek Trybunału Głównego Koronnego w 1701 roku, starosta piotrkowski w latach 1697–1733, starosta bolesławski w 1699 roku.
Pochodził z polskiej rodziny szlacheckiej Warszyckich herbu Abdank wywodzącej się z Warszyc w województwie sieradzkim, był synem wojewody sandomierskiego Michała i Anny z Warszyckich.
Poseł na sejm 1690 roku z województwa krakowskiego.  Poseł sejmiku województwa sieradzkiego na sejm konwokacyjny 1696 roku. Po zerwanym sejmie konwokacyjnym 1696 roku przystąpił 28 września 1696 roku do konfederacji generalnej. 5 lipca 1697 roku podpisał w Warszawie obwieszczenie do poparcia wolnej elekcji, które zwoływało szlachtę na zjazd w obronie naruszonych praw Rzeczypospolitej.
Należał do stronników Augusta II Mocnego, w 1704 uczestniczył w zawiązanej w obronie króla konfederacji sandomierskiej. Był uczestnikiem Walnej Rady Warszawskiej 1710 roku. Był członkiem konfederacji generalnej zawiązanej 27 kwietnia 1733 roku na sejmie konwokacyjnym.
Dwukrotnie żonaty, jego pierwszą żoną była Łosiówna wojewodzianka malborska, druga, wojewodzianka bełska pochodziła z Potockich herbu Pilawa. Zmarł bezpotomnie w 1734, został pochowany w kościele jezuitów we Lwowie.